# 新潟基地
座標: 北緯37度56分34秒 東経139度4分11秒 / 北緯37.94278度 東経139.06972度
新潟基地（にいがたきち、JMSDF Niigata Naval Base）は、新潟県新潟市東区臨海町1-1に所在する海上自衛隊の基地。航空自衛隊航空救難団の新潟救難隊が常駐する新潟分屯基地（新潟空港）とは別の基地である。

## 概要
新潟基地は、新潟西港「山の下みなとタワー」の近くにあり、舞鶴地方隊隷下の舞鶴警備隊新潟基地分遣隊が置かれている。新潟基地分遣隊の前身は舞鶴地方隊発足と同時に創設された新潟航路啓開隊であり、舞鶴の部隊では最も古い歴史を持っている。分遣隊の主な任務は自隊基地の警備と管理、分遣隊警備区域内で行動する艦艇と航空機の支援、沿岸海域や港湾および水路などにおける爆発性危険物の処理等であり、隊長は2等海佐又は3等海佐が充てられている。
日本海側の総合的拠点港である新潟港は特定重要港湾の1つであり、米海軍の空母が入港可能な能力を持つ港湾である。港の近くには新潟空港・日本海東北自動車道があり、新潟市内には歓楽街や病院などが揃っており、兵站の拠点としては好立地である。陸上自衛隊新発田駐屯地にも近い。そのため、新潟港は日本有事の際には重要な拠点となりうる。
新潟基地は、実態として「舞鶴地方総監部の出張所」であり、新潟県およびその近傍各県の、海上自衛隊に関する折衝の窓口として機能している。
2003年（平成15年）3月20日には、新潟県議会において、不審船などの日本海側の情勢不安と陸空に比較し相対的に海上自衛隊の配備が薄いことを背景に、政府に対し「新潟基地分遣隊の部隊昇格と拡充を求める意見書」が可決されている。

## 沿革
- 1952年（昭和27年）8月1日：保安庁警備隊が発足し、舞鶴地方隊が新編、新潟航路啓開隊が開隊。
- 1953年（昭和28年）9月16日：新潟航路啓開隊が廃止。
- 1956年（昭和31年）4月1日：新潟基地分遣隊が新編。
- 1958年（昭和33年）4月1日：舞鶴基地警防隊隷下に編入。
- 1970年（昭和45年）10月1日：舞鶴警備隊隷下に編成替え。

## 配置部隊
- （舞鶴地方隊）
  - （舞鶴警備隊）
    - 新潟基地分遣隊（総務科・警備科・補給科）[2]